# Gompa

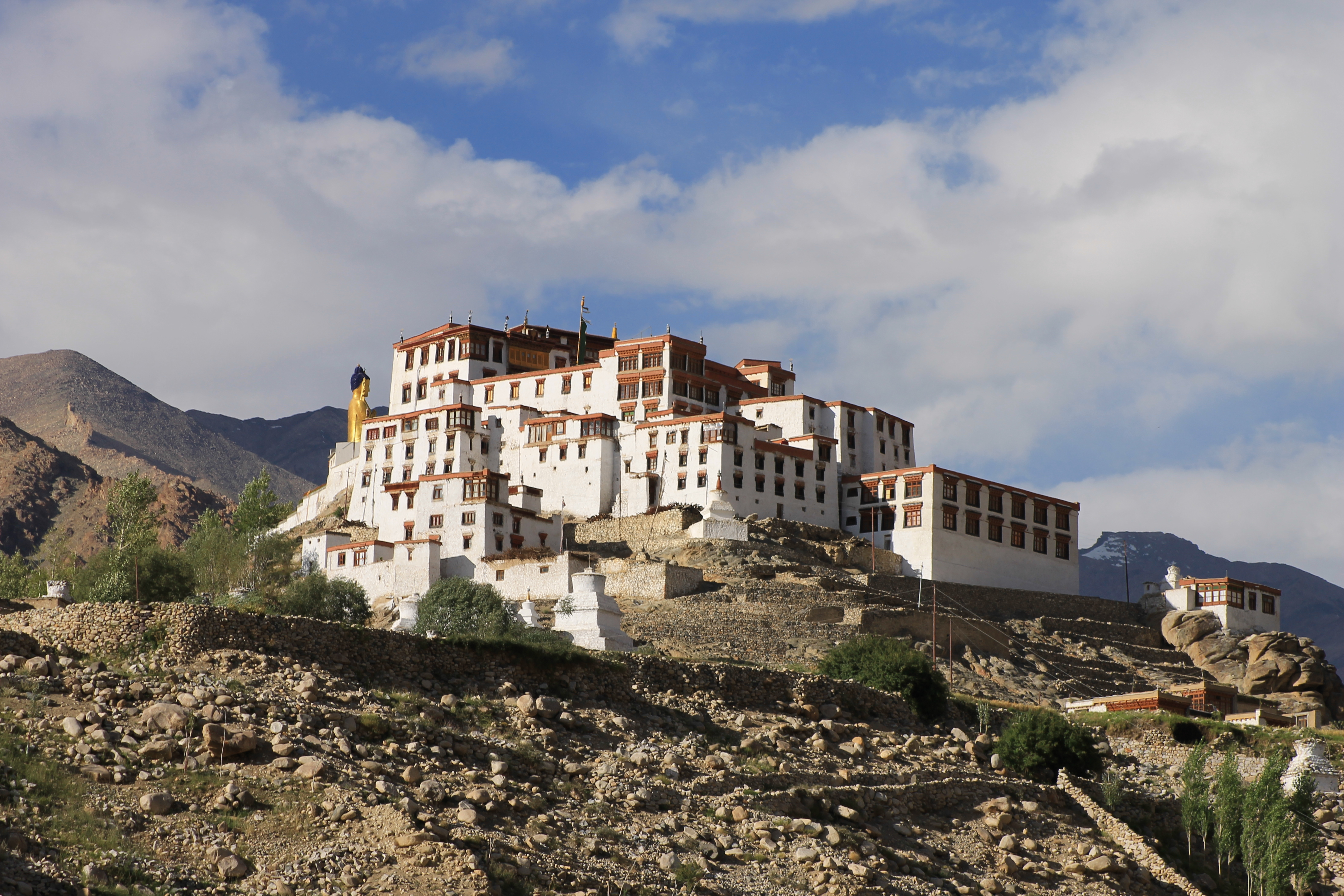
Gompa de Likir, no Ladaque, noroeste da Índia

Gompa, gönpa, gumba (em tibetano: དགོན་པ།; Wylie: dgon pa, "lugar remoto"; em sânscrito: araṇya) ou ling (em tibetano: Wylie: gling) é, em sentigo lato, um sinónimo de mosteiro ou complexo monástico budista, especialmente budista tibetano. É uma instituição e tipo de construção comum no Tibete e nas regiões historicamente tibetanas, como o Ladaque e outras regiões do norte da Índia, Mustang e outras regiões budistas do Nepal, Butão e partes da China.[carece de fontes?]
Embora por vezes se aplique a um único edifício, é mais comum que o termo designe um conjunto de edifícios com funções de culto (templos, santuários, estupas, etc.), residências de monges (bicos ou bhikkhu) e/ou ou monjas (bicunins; bhikkhunī), espaço de aprendizagem, formação e sadhana, bibliotecas, etc. É comum as gompas terem também uma função defensiva.
Em certos contextos, o termo designa especificamente fortalezas eclesiásticas budistas que podem considerar-se uma mistura de uma viara (designação em sânscrito e páli para mosteiro budista) e duma escola religiosa ou universidade, que funciona numa fortaleza e que está associada ao budismo tibetano.[carece de fontes?] Por vezes o dzong é considerado uma variante da gompa tradicional, embora frequentemente se associe mais o dzong a uma fortaleza, geralmente também com funções administrativas ou de palácio, com acontece no Butão, onde o termo dzong é mais comum.[carece de fontes?]
A designação de gompa é muito usada, pelo menos no Ocidente, simplesmente como sinónimo de mosteiro budista tibetano. Por vezes aplica-se também de forma mais genérica, nem sempre muito corretamente, a variados edifícios religiosos tibetanos, desde mosteiros e pequenos templos até outros locais de culto ou de educação religiosa.[carece de fontes?]
O desenho e os detalhes interiores das gompas variam de região para região, mas todas seguem uma geometria sagrada genérica comum em forma de mandala,[carece de fontes?] com uma sala de orações central (du-khang) contendo um murti (estátua ou imagem pintada) ou thangka de Buda, bancos onde se sentam os monges ou monjas para rezar ou meditar e anexos residenciais. A gompa ou ling pode ainda ser acompanhada por várias estupas, cujo número é muito variável.[carece de fontes?]